# Isopeda brachyseta
Isopeda brachyseta är en spindelart som beskrevs av Hirst 1992. Isopeda brachyseta ingår i släktet Isopeda och familjen jättekrabbspindlar.
Artens utbredningsområde är New South Wales. Inga underarter finns listade i Catalogue of Life.